# Перелічуваний тип даних
Перелічуваний тип даних, або скорочено перелік (англ. enumerated type, enumeration, enum, в R також англ. factor) — тип даних, що складається з множини іменованих значень, які називаються елементами, членами або енумераторами типу.

## У різних мовах програмування

### C
У Сі виділений окремий тип переліку (enum), що задає множину всіх можливих цілочисельних значень змінної цього типу.
Наприклад:
```
#include
 
<conio.h>

#include
 
<stdio.h>

 

enum
 
Gender
 
{

    
MALE
,

    
FEMALE

};

 

void
 
main
()
 
{

    
enum
 
Gender
 
a
,
 
b
;

    
a
 
=
 
MALE
;

    
b
 
=
 
FEMALE
;

    
printf
(
"a = %d
\n
"
,
 
a
);

    
printf
(
"b = %d
\n
"
,
 
b
);

    
getch
();

}

```

Прийнято писати імена полів переліку, як і константи, великими літерами. Оскільки поля переліку цілочисельного типу, то вони можуть бути використані в інструкції switch.

### Go
Go для створення перелічуваних констант використовує ключове слово iota.
```
type
 
ByteSize
 
float64

const
 
(

    
_
           
=
 
iota
 
// проігнорувати перше значення, присвоївши його порожньому ідентифікатору

    
KB
 
ByteSize
 
=
 
1
 
<<
 
(
10
 
*
 
iota
)

    
MB

    
GB

)

```